# Diamond Plaza

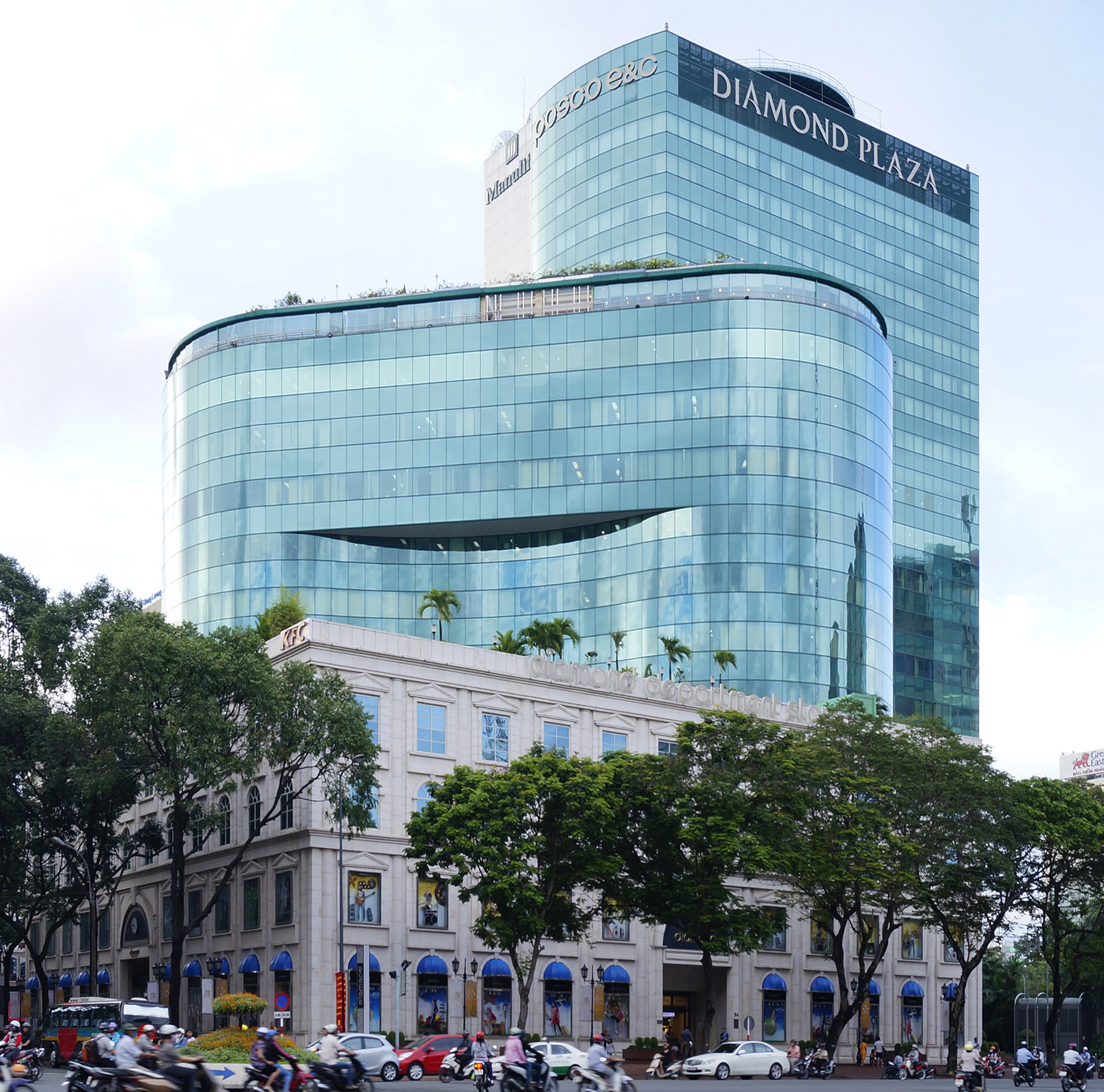
Trung tâm thương mại Diamond Plaza

Diamond Plaza là một tòa cao ốc ở Thành phố Hồ Chí Minh. Tòa cao ốc này gồm 22 tầng, chia làm 2 bên: Khu thương mại và Khu căn hộ. Tòa nhà được xây xong vào năm 1999, tọa lạc ở góc đường Lê Duẩn và Phạm Ngọc Thạch, nằm phía sau lưng Nhà thờ Đức Bà Sài Gòn, ngay trung tâm thành phố.
Diamond Plaza được sử dụng làm văn phòng, bệnh viện, trung tâm mua sắm và giải trí. Trung tâm mua sắm từ tầng trệt đến lầu 4, khu Foodcourt cùng tầng 4, khu vui chơi và nhà hàng cao cấp trên tầng 5, phòng gym trên lầu 14, và bể bơi trên tầng 14, sân đậu trực thăng trên sân thượng.
Ngay từ khi mở cửa, tòa nhà cùng trung tâm mua sắm đã tạo nên một hiện tượng trong giới trẻ địa phương. Đây là điểm vui chơi thường xuyên của một bộ phận thanh niên thành phố.